# Microscope
Pour les articles homonymes, voir Microscope (homonymie) et Microscopie.

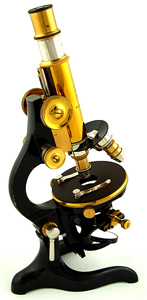
Microscope optique Leitz de 1909, un microscope de laboratoire typique de l'époque.

Un microscope est un instrument scientifique utilisé pour observer des objets trop petits pour être vus à l'œil nu. La microscopie est la science de l'étude de petits objets et structures à l'aide d'un tel instrument. Le microscope
est un outil important en biologie, médecine et science des matériaux dès que les facteurs de grossissement d'une loupe se révèlent insuffisants.
Les principes physiques utilisés pour l'effet de grossissement peuvent être de nature très différente. Les types les plus connus sont les microscopes optiques qui sont équipés d'une seule ou plusieurs lentilles permettant de récupérer l'image d'un objet éclairé ou traversé par une source lumineuse. Au fil du progrès, d'autres techniques ont permis de reconstituer des images plus précises comme les microscopes électroniques ou les microscopes en champ proche.

## Étymologie
Le mot microscope vient du grec  / mikrós (« petit ») et σκοπεῖν / skopeîn (« regarder »).

## Histoire
Les objets ressemblant à des lentilles remontent à 4 000 ans, suivis de plusieurs siècles d'écrits sur l'optique. La première utilisation connue de loupes remonte à l'utilisation des lentilles dans les lunettes au XIIIe siècle,. La technique de microscopie la plus ancienne connue est la microscopie optique, qui a probablement été développée aux Pays-Bas vers 1600,. Elle consiste en l'observation d'un objet à travers une lentille de verre près de l'échantillon et un oculaire près de l’œil. Son invention fait suite à celle des lunettes astronomiques.
L'inventeur est inconnu, même si de nombreuses affirmations ont été faites au fil des ans, dont plusieurs tournent autour des centres de fabrication de lunettes aux Pays-Bas. L'une des affirmations est qu'il a été inventé en 1590 par Zacharias Janssen (affirmation faite par son fils) ou le père de Zacharias, Hans Martens, ou les deux. Un autre inventeur possible est leur voisin et fabricant de lunettes concurrent, Hans Lipperhey (qui a demandé le premier brevet de télescope en 1608). Un autre encore est l'expatrié Cornelis Drebbel, qui a été noté comme en ayant une version à Londres en 1619.
Galilée, parfois cité comme l'inventeur du microscope, semble avoir découvert après 1610 qu'il pouvait faire la mise au point de son télescope pour observer de petits objets et, après avoir vu un microscope construit par Drebbel et exposé à Rome en 1624, il a construit sa propre version améliorée,. Giovanni Faber a inventé le nom « microscope » pour celui que Galilée a présenté à l'Accademia dei Lincei en 1625 (Galilée l'avait appelé occhiolino, « petit œil »).
La résolution maximale d'un microscope optique classique possible physiquement dépend de la longueur d'onde de la lumière utilisée. Elle est limitée à environ 0,25 micromètre, au mieux. Cette limite est appelée critère de résolution d'Abbe. Ernst Abbe en a en effet décrit les lois sous-jacentes à la fin du XIXe siècle. Cependant, elle peut maintenant être surmontée grâce à certaines méthodes.
Les microscopes électroniques, qui ont été développés depuis les années 1930, permettent une résolution plus élevée car les faisceaux d'électrons ont une longueur d'onde plus petite que la lumière visible. Les microscopes à force atomique fonctionnent selon un principe différent : des aiguilles très fines scannent la surface des objets.

### Emergence des microscopes modernes
La première description détaillée de l'anatomie microscopique des tissus organiques basée sur l'utilisation d'un microscope n'est apparue qu'en 1644, dans L'occhio della mosca de Giambattista Odierna, ou L'Œil de la mouche.
Le microscope était encore largement une curiosité jusqu'aux années 1660 et 1670, lorsque des naturalistes en Italie, aux Pays-Bas et en Angleterre ont commencé à les utiliser pour étudier la biologie. Le scientifique italien Marcello Malpighi, appelé le père de l'histologie par certains historiens de la biologie, a commencé son analyse des structures biologiques avec les poumons. La publication en 1665 de Micrographia de Robert Hooke a eu un énorme impact, en grande partie en raison de ses illustrations impressionnantes. Hooke a créé de minuscules lentilles de petits globules de verre fabriqués en fusionnant les extrémités de fils de verre filé. Une contribution significative est venue d'Antonie van Leeuwenhoek, qui a atteint jusqu'à 300 fois de grossissement en utilisant un simple microscope à lentille unique. Il a sandwiché une très petite lentille de verre sphérique entre les trous de deux plaques métalliques rivetées ensemble, et avec une aiguille ajustable vissée attachée pour monter l'échantillon. Ensuite, Van Leeuwenhoek a redécouvert les globules rouges (après Jan Swammerdam) et les spermatozoïdes, et a contribué à populariser l'utilisation des microscopes pour observer l'ultrastructure biologique. Le 9 octobre 1676, van Leeuwenhoek a rapporté la découverte de micro-organismes.
Les performances d'un microscope optique composé dépendent de la qualité et de l'utilisation correcte du système de lentilles de condenseur pour focaliser la lumière sur l'échantillon et de la lentille d'objectif pour capturer la lumière de l'échantillon et former une image. Les premiers instruments étaient limités jusqu'à ce que ce principe soit pleinement compris et développé de la fin du XIXe au tout début du XXe siècle, et jusqu'à ce que des lampes électriques soient disponibles comme sources lumineuses. En 1893, August Köhler a développé un principe clé d'éclairage de l'échantillon, l'illumination de Köhler, qui est essentielle pour atteindre les limites théoriques de résolution du microscope optique. Cette méthode d'éclairage de l'échantillon produit un éclairage uniforme et surmonte le contraste et la résolution limités imposés par les premières techniques d'éclairage de l'échantillon. D'autres développements dans l'éclairage de l'échantillon sont venus de la découverte du contraste de phase par Frits Zernike en 1953 et de l'illumination par contraste interférentiel différentiel par Georges Nomarski en 1955, tous deux permettant l'imagerie d'échantillons non colorés et transparents.
Les microscopes à fluorescence :
Les développements les plus récents dans le domaine des microscopes optiques se concentrent largement sur l'essor de la microscopie à fluorescence en biologie. Durant les dernières décennies du XXe siècle, notamment à l'ère post-génomique, de nombreuses techniques de coloration fluorescente des structures cellulaires ont été développées. Les principaux groupes de techniques impliquent la coloration chimique ciblée de structures cellulaires particulières, par exemple, le composé chimique DAPI pour marquer l'ADN, l'utilisation d'anticorps conjugués à des marqueurs fluorescents, voir l'immunofluorescence, et les protéines fluorescentes, telles que la protéine fluorescente verte. Ces techniques utilisent différents fluorophores pour l'analyse de la structure cellulaire au niveau moléculaire dans des échantillons vivants et fixés.
L'essor de la microscopie à fluorescence a stimulé le développement d'une conception majeure de microscope moderne, le microscope confocal. Le principe a été breveté en 1957 par Marvin Minsky, bien que la technologie laser limite l'application pratique de la technique. Ce n'est qu'en 1978 que Thomas et Christoph Cremer ont développé le premier microscope à balayage laser confocal pratique, et la technique a rapidement gagné en popularité dans les années 1980.

### Microscopes électroniques
Au début du XXe siècle, une alternative significative au microscope optique a été développée, un instrument qui utilise un faisceau d'électrons plutôt que de la lumière pour générer une image. Le physicien allemand Ernst Ruska, travaillant avec l'ingénieur électricien Max Knoll, a développé le premier prototype de microscope électronique en 1931, un microscope électronique à transmission (MET). Le microscope électronique à transmission fonctionne selon des principes similaires à ceux d'un microscope optique, mais utilise des électrons à la place de la lumière et des électroaimants à la place des lentilles en verre. L'utilisation d'électrons, plutôt que de lumière, permet une résolution beaucoup plus élevée.
Le développement du microscope électronique à transmission a rapidement été suivi en 1935 par le développement du microscope électronique à balayage par Max Knoll. Bien que les MET aient été utilisés pour la recherche avant la Seconde Guerre mondiale et soient devenus populaires par la suite, le MEB n'était pas disponible commercialement avant 1965.
Les microscopes électroniques en transmission sont devenus populaires après la Seconde Guerre mondiale. Ernst Ruska, travaillant chez Siemens, a développé le premier microscope électronique en transmission commercial et, dans les années 1950, des conférences scientifiques majeures sur la microscopie électronique ont commencé à être organisées. En 1965, le premier microscope électronique à balayage commercial a été développé par le professeur Sir Charles Oatley et son étudiant diplômé Gary Stewart, et commercialisé par la Cambridge Instrument Company sous le nom de « Stereoscan ».
L'une des dernières découvertes réalisées grâce à l'utilisation d'un microscope électronique est la capacité à identifier des virus. Étant donné que ce microscope produit une image visible et claire des petits organites, il n'est pas nécessaire d'utiliser des réactifs pour voir le virus ou les cellules nocives, ce qui permet une détection plus efficace des agents pathogènes.

## Microscopes optiques
Historiquement, le microscope optique est le premier instrument focal. En utilisant la lumière visible et une grande ouverture numérique la meilleure résolution l'on puisse atteindre est de l'ordre de 200 à 400 nm. En imagerie directe, la microscopie optique atteint alors seulement la limite supérieure du domaine nanométrique. Cependant, beaucoup de spectroscopies optiques ont été adaptées avec succès à l’étude des nano-structures individuelles, en particulier la diffusion élastique de la lumière, l'absorption, la luminescence et la diffusion Raman. Des mesures sur nano-structure unique, et même sur molécule unique, sont possibles si une seule de ces espèce se trouve dans le champ de vision du microscope. 
Il s'agit d'un instrument optique contenant une ou plusieurs lentilles produisant une image agrandie d'un échantillon placé dans le plan focal. Les microscopes optiques sont dotés d'un verre réfringent (parfois en plastique ou en quartz) pour focaliser la lumière sur l'œil ou sur un autre détecteur de lumière. Les microscopes optiques à miroir fonctionnent de la même manière. Le grossissement typique d'un microscope optique, en supposant que la lumière soit visible, peut atteindre 1250× avec une limite de résolution théorique d'environ 0,250 micromètre ou 250 nanomètres, ce qui limite le grossissement pratique à environ 1500×. Des techniques spécialisées (par exemple, la microscopie confocale à balayage) peuvent dépasser ce grossissement, mais la résolution est limitée par la diffraction. L'utilisation de longueurs d'onde plus courtes, comme l'ultraviolet, est un moyen d'améliorer la résolution spatiale du microscope optique, tout comme des dispositifs tels que le microscope optique à balayage en champ proche.
Le Sarfus est une technique optique récente qui augmente la sensibilité d'un microscope optique standard au point qu'il est possible de visualiser directement des films nanométriques (jusqu'à 0,3 nanomètre) et des nano-objets isolés (jusqu'à 2 nm de diamètre). La technique repose sur l'utilisation de substrats non réfléchissants pour la microscopie à lumière réfléchie polarisée croisée.
La lumière ultraviolette permet la résolution de caractéristiques microscopiques ainsi que l'imagerie d'échantillons transparents à l'œil. La lumière proche de l'infrarouge peut être utilisée pour visualiser les circuits intégrés dans des dispositifs en silicium collés, car le silicium est transparent dans cette région de longueurs d'onde.
En microscopie à fluorescence, de nombreuses longueurs d'onde de lumière allant de l'ultraviolet au visible peuvent être utilisées pour rendre les échantillons fluorescents, ce qui permet de les observer à l'œil nu ou à l'aide de caméras spécifiquement sensibles.
La microscopie à contraste de phase est une technique d'éclairage microscopique optique dans laquelle de petits déphasages de la lumière traversant un échantillon transparent sont convertis en changements d'amplitude ou de contraste dans l'image. Cette technique de microscopie a permis d'étudier le cycle cellulaire dans des cellules vivantes.
Le microscope optique traditionnel a plus récemment évolué vers le microscope numérique. En plus ou à la place de l'observation directe de l'objet à travers les oculaires, un type de capteur similaire à ceux utilisés dans un appareil photo numérique est utilisé pour obtenir une image, qui est ensuite affichée sur un écran d'ordinateur. Ces capteurs peuvent utiliser la technologie CMOS ou celle des dispositifs à couplage de charge (CCD), en fonction de l'application.
La microscopie numérique avec de très faibles niveaux de lumière pour éviter d'endommager les échantillons biologiques vulnérables est disponible en utilisant des caméras numériques sensibles à comptage de photons. Il a été démontré qu'une source lumineuse fournissant des paires de photons intriqués peut minimiser le risque d'endommager les échantillons les plus sensibles à la lumière. Dans cette application de l'imagerie fantôme à la microscopie à photons épars, l'échantillon est éclairé par des photons infrarouges, dont chacun est spatialement corrélé avec un partenaire intriqué dans la bande visible pour une imagerie efficace par une caméra à comptage de photons.
Les principaux microscopes optiques utilisés sont :
- le microscope à lumière polarisée ;
- le microscope à contraste de phase ;
- le microscope à contraste interférentiel ;
- le microscope en fluorescence ;
- le microscope confocal.

## Microscopes électroniques
Les microscopes électroniques utilisent un faisceau collimaté d'électrons accélérés par des tensions de l'ordre d'une centaine de kilovolts, par la suite des lentilles électrostatiques et magnétiques vont focaliser ce faisceau sur l'échantillon. En sortant de l'échantillon les électrons vont arriver sur une plaque détectrice qui va reconstruire une image. Cette image peut atteindre une résolution subatomique en théorie, bien supérieure à ce qu'on peut atteindre avec un microscope optique. Ce pouvoir de résolution est fixé par la longueur d'onde du faisceau d'électrons λ , et il s'exprime de la façon suivante :
{\displaystyle R\approx {\frac {\lambda }{2\beta }}}
où β désigne l'ouverture numérique.
Les trois principaux types de microscopes électroniques sont :
- le microscope à transmission électronique (TEM) :

Lorsqu’on utilise un microscope électronique à transmission, un faisceau d’électrons traverse l’échantillon observé à grande vitesse, l’image obtenue est en noir et blanc et dépend de la quantité d’électrons ayant traversés l’échantillon.
- le microscope à balayage électronique (SEM) :

Lorsqu’on utilise un microscope électronique à balayage, le faisceau d’électrons ne traverse pas l’échantillon mais balaye sa surface, l’image obtenue est en noir et blanc et présente des contrastes permettant d’avoir une vue sur les reliefs de l’échantillon.
- le microscope à réflexion électronique (REM).

## Microscopes à sonde locale
Les microscopes à sonde locale sont des microscopes permettant de cartographier le relief ou une autre grandeur physique à l'échelle atomique, en balayant la surface à imager à l'aide d'une pointe extrêmement fine (idéalement un cône se terminant par un seul atome).
Les sondes locales sont utilisées dans des domaines aussi variés que la mécanique, la micro-électronique, l’optique, la biologie, la chimie pour la caractérisation et la manipulation extrêmement précises, là où les outils traditionnels sont noyés par une mesure globale. On les trouve au centre de tous les microscopes « de champ proche » comme le microscope à force atomique, le microscope à effet tunnel ou le microscope à champ proche optique. Le développement de ces sondes a aussi été à l’origine des techniques  utilisées dans les lecteurs de CD, DVD et Blu-ray.
Les trois principaux types de microscopes à sonde locale sont :
- le microscope à force atomique (AFM), qui utilise la force de répulsion entre d'une part les nuages électroniques des atomes de la surface à imager et d'autre part le nuage électronique des atomes de la pointe ;
- le microscope à effet tunnel (STM), qui mesure la topographie à l'aide du courant tunnel apparaissant entre une pointe conductrice et la surface à cartographier ;
- le microscope optique en champ proche (SNOM ou NSOM), qui utilise la présence d'onde optiques évanescentes à la périphérie immédiate d'une surface transparente, qui sont captées par une fibre taillée en pointe.